# Église San Pellegrino (Vatican)
L'église San Pellegrino (en français : église saint Pérégrin) est un lieu de culte catholique situé au Vatican, mais faisant partie du quartier du Borgo à Rome en Italie. L'église est dédiée à saint Peregrinus, premier évêque d'Auxerre, martyrisé en l'an 304. Il s'agit de l'une des plus anciennes églises du Vatican. Elle est attribuée au corps de gendarmerie de l'État de la Cité du Vatican ainsi qu'aux pompiers : une messe pour les gendarmes et les sapeurs pompiers, y est célébrée tous les jours à 7 heures.
L'église construite sous Léon III, aux alentours de l'an 800, a d'abord été nommée San Pellegrino in Naumachia en référence à la Naumachie construite au nord-ouest du Château Saint-Ange et dévouée à l'empereur romain Trajan en 109. Lors du XVIIe siècle, le pape Clément X octroie l'église à la garde suisse pontificale qui l'utilise pour les offices religieux, en alternance avec l'église Santi Martino e Sebastiano degli Svizzeri, au Vatican, jusqu'en 1977. Sous le nom de San Pellegrino degli Svizzeri (en français : saint Pérégrin des suisses), elle devient l'église nationale de la Suisse à Rome. Plus tard, l'oratoire tombé en ruine, est restauré au XIXe siècle : des fresques du IXe siècle y sont découvertes.

## Histoire
Les origines de l'église sont anciennes et remontent au VIIIe siècle. Ceci est attesté par plusieurs passages dans le Liber Pontificalis  ainsi que par des fouilles archéologiques faites par Mgr Anton de Waal en 1888. De Waal met en lumière des peintures anciennes qui datent du IXe siècle et d'autres du XIIIe siècle-XIVe siècle. Selon la tradition, Charlemagne, à l'occasion de son couronnement en 800, donne les reliques de Pèlerin d'Auxerre à cette église, d'où l'origine de son nom. Une autre raison de ce nom peut-être un service de l'église pour les pèlerins (en latin : peregrini), qui est depuis annexé à l'église en l'occurrence, le Francorum Hospitale, un hôpital pour les pèlerins français et un cimetière.
À l'époque, l'église était nommée San Pellegrino in Naumachia. Une naumachie, littéralement combat naval, est un lac artificiel où les batailles navales étaient reproduites pour le public. Au cours du Ve siècle, La Passion de Pierre et Paul, raconte la crucifixion de saint Pierre et ajoute : 
« Les hommes saints ... décrochèrent son corps en secret et le mirent sous l'arbre térébinthe près de la Naumachie, dans le lieu que l'on appelle le Vatican ». Les ruines d'une structure ont été fouillées en 1743, entre la via Alberico et la via Cola di Rienzo. Hülsen suggère que cette structure, construite à proximité du cirque du Vatican et située au nord-ouest du dernier mausolée d'Hadrien (aujourd'hui Château Saint-Ange), était la naumachie du nom dont l'église faisait référence, c'est-à-dire Naumachie Vaticana. Des fouilles ultérieures permettent d'identifier sa forme, sa taille et son orientation. C'était une structure rectangulaire aux coins internes et externes arrondis, de 120 mètres de largeur et, selon une estimation des fouilles, au moins 300 mètres de long, orienté nord-sud. Esther Boise Van Deman identifie le style de la maçonnerie face à la naumachie, comme étant de type Trajan. En 1932, Jérôme Carcopino signale la découverte des Fastes d'Ostie qui évoquent une consécration, par l'empereur Trajan, le 11 novembre 109, d'une naumachie : la Naumachie Traiani est identifiée comme étant la Naumachie du Vatican.
Le pape Pascal Ier accorde l'église au monastère de l'Église Sainte-Cécile-du-Trastevere. Par la suite, le pape Léon IX la transmet au monastère de l'Église Santo Stefano degli Abissini. Un document retrouvé dans les archives de l'Église Santa Maria in Via Lata, datant de 1030, indique que l'église était située sur un terrain hors de la porte du bienheureux Pierre, l'Apôtre, non loin de la Cité léonine. À partir du XIIIe siècle, l'église appartient aux chanoines de Basilique Saint-Pierre, qui la restaurent en 1590.
En conséquence des traités de Westphalie, de 1648, la garde suisse pontificale perd le droit à l'inhumation dans le cimetière Campo Santo dei Teutonici e dei Fiamminghi du Vatican, qui devient exclusivement réservé aux ressortissants allemands. Ils perdent également l'usage de leur petite chapelle située dans l'église Santa Maria della Pietà in Camposanto dei Teutonici. En 1653, Johann Rudolf Pfyffer von Altishofen, commandant de la garde suisse, obtient du pape Innocent X, le droit d'utiliser l'église de San Pellegrino et le cimetière attenant. Von Pfyffer von Altishofen est enterré dans l'église.
En 1671, le pape Clément X la donne aux gardes suisses, qui l'utilisent pour leurs services religieux jusqu'en 1977, en alternance avec l'église de Santi Sebastiano Martino e degli Svizzeri. Elle est considérée comme l'église nationale de la Suisse à Rome. Le cimetière Suisse se trouve derrière l'église. Durant des siècles, les membres de la Garde suisse ont été enterrés dans la crypte de l'église. Plus tard, l'oratoire tombe en ruine mais est restauré durant le XIXe siècle  lorsque sont découvertes des fresques du IXe siècle, mais aussi du XIIIe siècle et XIVe siècle qui comprennent une représentation du Christ Pantocrator.
En 1977, elle est consacrée chapelle de la gendarmerie et des pompiers de la Cité du Vatican.

## Architecture
Les parties les plus anciennes de l'édifice remontent au XVe siècle. L'église a reçu de nombreux éléments de décoration au cours des XIIe siècle et XVIIIe siècle. Entre les XIIIe siècle et XVe siècle, plusieurs papes comme Innocent III, Grégoire IX, Boniface IX et Nicolas V, ont un intérêt particulier pour l'église San Pellegrino.

### Extérieur
La garde suisse pontificale commande, en 1671, la façade de l'église dans le style néoclassique. Il s'agit d'une simple façade avec une paire de colonnes doubles doriques qui supportent un grand entablement couronné par un fronton triangulaire. La grande niche cintrée au-dessus de l'entrée est ornée d'une représentation de saint Pérégrin.

### Intérieur
Les tombeaux des anciens capitaines de la garde suisse sont situés dans l'église.

### Les fresques
À l'intérieur se trouvent les restes de quelques anciennes fresques, dont une fresque du Christ Pantocrator. Dans le bâtiment d'origine, seule l'abside est décorée de fresques.

### Les boiseries du plafond
Le plafond de l'église est orné de caissons de bois, populaires durant la Renaissance et la période baroque. Ils datent probablement du XVIIe siècle. Parmi ses caissons bleus, verts et jaune-or, les armoiries des commandants de la garde suisse, comme les lys de la famille Pfyffer von Altishofen et la fleur de la famille Röist famille, y ont été insérés.

### Sources
- Etudes Hagiographique : Molard Francis L'église de Saint Pellerin à Rome
- Le Liber Pontificalis - Texte, introduction et commentaire(1886–92 : Louis Duchesne)
- Naumachia, Obélisque et Térébinthe Dissertazioni della Pontificia Accademia romana di archeologia
- Du Monte Mario à l'escalier de Saint-Pierre de Rome: Dykmans Marc(Mélanges d'archéologie et d'histoire - 1967 - pages 547–594 document en ligne
- Comptes-rendus des Séances de l'Académie des Inscriptions et Belles-Lettres -Note sur un Nouveau Fragment des Fastes d'Ostie : Jérôme Carcopino p. 363–381
- (it) Le chiese di Roma dal secolo IV al XIX  p.786–787
- (it) Iscrizioni delle chiese e d'altri edificii di Roma dal secolo 11 fino ai giorni nostri : Forcella Vincenzo pages 247–261
- (it) Scrigno d'arte e luogo di preghiera per dipendenti e pellegrini Gori Nicola (2008) L'Osservatore Romano
- (it) Le chiese di Roma nel Medio Evo : Hülsen Christian  p. 477–478
- (it) Il Gaianum e la naumachia Vaticana : Hülsen Christian
- (it) La chiesa di San Pellegrino in vaticano e il suo restauro Mancinelli Fabrizio (Bollettino monumenti musei e gallerie pontificie (1982)
- (it) Dizionario di erudizione storico-ecclesiastica da S. Pietro sino ai nostri giorni : Moroni Gaetano
- (it) Roma nell'anno MDCCCXXXVIII : Nibby Antonio
- (it) La fede dei viaggiatori e il sangue degli eroi (L'Osservatore Romano) 30 mai 2010
- (it) Le chiese di Roma : storie, leggende e curiosità degli edifici sacri della Città Eterna, dai templi pagani alle grandi basiliche, dai conventi ai monasteri ai luoghi di culto in periferia : Rendina Claudio p. 290
- (it) La cappella di San Pellegrino nella Città del Vaticano (Libreria Editrice Vaticana)
- (en) A Topographical Dictionary of Ancient Rome : Ball Platner Naumachia Vaticana
- (en) Trajan : optimus princeps : a life and times : Bennett Julian p. 150-151
- (en) Pilgrimage to Rome in the Middle Ages : continuity and change : Birch Debra J.
- (en) Methods of Determining the Date of Roman Concrete Monuments (second paper) : Esther Boise van Deman (American Journal of Archaeology : 1912)
- (en) Liber Pontificalis version  : The lives of the ninth-century popes : the ancient biographies of ten popes from AD 817-891 (1995) (Liverpool Univ. Press)
- (en) The American Journal of Archaeology and of the History of the Fine Arts : Frothingham  Arthur L. (Archaeological News)
- (en) History of the City of Rome in the Middle Ages : Gregorovius Ferdinand
- (en) The Vatican :spirit and art of Christian Rome : Howard Kathleen p. 152 (The Metropolitan Museum of Art)
- (en) New evidence for the mural decorations in the apse of S. Pellegrino in Naumachia : Osbourne John p. 103–111
- (en) A new topographical dictionary of ancient Rome : Richardson Lawrence
- (en) The Churches and Catacombs of Early Christian Rome
- (de) Topographie der stadt Rom im alterthum : Jordan Henri